# Li Xiaoxia
Li Xiaoxia (chiń. upr. 李晓霞; chiń. trad. 李曉霞; pinyin Lǐ Xiǎoxiá; ur. 16 stycznia 1988) – chińska tenisistka stołowa, mistrzyni olimpijska z Londynu, siedmiokrotna mistrzyni świata.
Dziesięciokrotnie zdobywała medale mistrzostw świata. Mistrzyni świata w grze pojedynczej z 2013 roku i trzykrotna drużynowa mistrzyni świata i dwukrotna srebrna medalistka mistrzostw z Zagrzebia (2007) w grze pojedynczej i podwójnej. W 2009 w mistrzostwach świata w Jokohamie  i dwa lata później w Rotterdamie zdobyła złoty medal w grze podwójnej (w parze z Guo Yue). Zajmuje 3. miejsce w rankingu ITTF (stan na kwiecień 2014).
Zdobywczyni Pucharu Świata (2008).
W 2011 roku przegrała w Rotterdamie w finale mistrzostw świata w grze pojedynczej ze swoją rodaczką Ding Ning i zdobyła srebrny medal.
W 2012 podczas Igrzysk Olimpijskich w Londynie zdobyła złoty medal w singlu i drużynowo.